# Achacachi (gemeente)
Achacachi is een gemeente (municipio) in de Boliviaanse provincie Omasuyos in het departement La Paz. De gemeente telt naar schatting 47.098 inwoners (2018).
De gemeente telt 241 gehuchten en plaatsen (localidades). De hoofdplaats is Achacachi en telt ongeveer 7540 inwoners.